# 刻舟求劍
刻舟求劍是《呂氏春秋·察今》中记述的一则寓言，說的是楚國有人坐船過河時不慎把劍掉入河中，他并没有立即跳下水找剑，而是在船舷上刻下記號后說：「這是我把劍掉下的地方。」當船已經行驶很遠后，他等船停泊后才沿著船身記號跳入河中找劍，然而因为掉入水中的劍是不會跟着船走動的，自然是遍尋不獲。該寓言在原文中是被用来勸勉為政者要明白世事在變，若不知改革就無法治國；後在汉语日常用语成为一个成語，引伸成不懂變通、墨守成規之意。

## 原文
楚人有涉江者，其劍自舟中墜于水，遽契其舟曰：「是吾劍之所從墜也。」舟止，從其所契者入水求之。舟已行矣，而劍不行，求劍若此，不亦惑乎？以故法為其國與此同。時已徙矣，而法不徙，以此為治，豈不難哉？

## 語譯
楚國有一個要渡江的人，他的劍從船上墜落到水中。他急忙刻了記號到他的船邊，說：「這是我的劍墜落的地方。」船停了，楚人從他刻記號的地方跳入水中找他的劍。船已經航行了，可是劍並沒有移動，他像這樣尋劍，不是很糊塗嗎？治者用舊的法令制度管理自己的國家跟這個故事相同。時代已經改變了，可是法令制度卻沒有改變，用舊有的法令制度管理好國家，豈不是困難嗎？